# Simira walteri
Simira walteri là một loài thực vật có hoa trong họ Thiến thảo. Loài này được Silva Neto & Callado mô tả khoa học đầu tiên năm 2008.